# Ruidoso Downs
Ruidoso Downs es una ciudad ubicada en el condado de Lincoln en el estado estadounidense de Nuevo México. En el Censo de 2010 tenía una población de 2815 habitantes y una densidad poblacional de 286,78 personas por km².

## Geografía
Ruidoso Downs se encuentra ubicada en las coordenadas 33°19′52″N 105°35′48″O / 33.33111, -105.59667. Según la Oficina del Censo de los Estados Unidos, Ruidoso Downs tiene una superficie total de 9.82 km², de la cual 9.82 km² corresponden a tierra firme y (0%) 0 km² es agua.

## Demografía
Según el censo de 2010, había 2815 personas residiendo en Ruidoso Downs. La densidad de población era de 286,78 hab./km². De los 2815 habitantes, Ruidoso Downs estaba compuesto por el 73% blancos, el 0.99% eran afroamericanos, el 5.22% eran amerindios, el 0.28% eran asiáticos, el 0.18% eran isleños del Pacífico, el 18.12% eran de otras razas y el 2.2% pertenecían a dos o más razas. Del total de la población el 50.12% eran hispanos o latinos de cualquier raza.